# フェルナンド・コロール・デ・メロ
フェルナンド・コロール・デ・メロ（ポルトガル語: Fernando Collor de Mello、1949年8月12日 - ）は、ブラジルの政治家。1990年3月から1992年12月まで同国の第32代大統領にあり、元空手チャンピオンであった。

## 経歴
1949年8月12日、リオデジャネイロで誕生した。1983年2月に連邦下院議員となった後は1986年11月に実施された州知事選挙に当選し、1987年3月にアラゴアス州知事に就任した。民主化後の1989年11月にほぼ30年ぶりにの一般の投票による大統領選挙に出馬し、職業政治家に対する痛烈な批判を展開して、労働党のルイス・イナシオ・ルーラ・ダ・シルヴァに僅差で勝利した。
政策では前政権の穏健的改革を残しながらも、自由化を目標にする経済開放政策を進めた。洗練されたファッション・センスや男らしさを自慢する挑発的な発言で毎日のように新聞のトップを飾ったが、1992年9月に汚職疑惑で上院が弾劾裁判を行い、デ・メロは180日間の職務停止を下院より命じられた。同年12月29日に上院が彼の汚職嫌疑の審議を開始した数分後に辞任したが、上院は彼を告発することを可決した。投獄は免れたが8年間の公職追放処分を受けた。処分終了後の2002年10月にはアラゴアス州知事選挙に出馬したが、現職知事に敗北した。2006年10月に実施された上院選挙にアラゴアス州選挙区から出馬・当選して政界に復帰し、2014年10月の選挙で再選を果たした。
2015年8月、ペトロブラス子会社のBRディスブイドーラ社との契約で企業に便宜を図り、約300件・計2600万レアルの収賄を行った容疑で起訴された。2023年5月31日、最高裁判所から収賄とマネーロンダリングの罪で懲役8年10月を言い渡された。
2025 年 4 月、フェルナンド コロール デ メロは最高連邦裁判所判事アレクサンドル デ モラエスによる汚職有罪判決を受けて逮捕される。